# Macrosolen parasiticus
Macrosolen parasiticus é uma espécie de arbusto parasita da família Loranthaceae. Está amplamente distribuído nas regiões tropicais do sul e do sudoeste da Índia, especialmente nos Gates Ocidentais. Macrosolen parasiticus foi descrito por Danser em 1938.